# Adware
Adware (oprogramowanie reklamowe) – sposób dystrybucji oprogramowania. Adware jest oprogramowaniem rozpowszechnianym za darmo, którego producent otrzymuje wynagrodzenie za wyświetlanie reklam zlecanych przez sponsorów.
Mianem adware określa się również rodzaj szkodliwego oprogramowania, które w natrętny sposób wyświetla niepożądane przez odbiorcę reklamy.

## Licencja
Pojęcie to można rozumieć jako rodzaj licencji oprogramowania (zazwyczaj zamkniętego). Rozumiany w tym sensie adware jest niegroźnym oprogramowaniem, rozpowszechnianym za darmo, ale zawierającym moduły odpowiadające za wyświetlanie reklam, zwykle w postaci banerów. Wydawca oprogramowania zarabia właśnie na tych reklamach i zwykle oferuje również możliwość zakupu wersji programu pozbawionej reklam.
Kod typu adware najczęściej spotyka się w aplikacjach łączących się z Internetem ze względu na możliwość dostosowania i wymiany wyświetlanych bannerów. Szczególnie znanym tego typu programem był w Polsce komunikator Gadu-Gadu. Podobnie jak w przypadku innych reklam internetowych możliwe jest ich zablokowanie za pomocą odpowiednio skonfigurowanych serwerów pośredniczących HTTP.

## Adware jako niepożądane oprogramowanie
W sposób całkowicie niezależny od wyżej przedstawionej definicji mianem adware określa się również programy, które bez zgody odbiorcy (w przypadku licencji zgoda następuje w zamian za bezpłatne udostępnienie), w sposób utrudniający obsługę komputera, wyświetlają niechciane reklamy. Taki rodzaj oprogramowania bywa łączony ze szkodliwymi kodami, jak np. moduły szpiegujące, dostarczające autorom aplikacji wiele informacji o użytkowniku – głównie adres IP, używany system operacyjny, przeglądarka internetowa, a niekiedy również i strony, z którymi łączy się dany użytkownik. Reklamy wyświetlane w ramach licencji, którą użytkownik musi przyjąć przed instalacją programu, są zazwyczaj dużo mniej inwazyjne, a podczas dezinstalacji usuwane są kody odpowiedzialne za ich wyświetlanie. Z tego względu należy odróżnić adware jako licencję od typu szkodliwego oprogramowania. W tym drugim przypadku zgody brak, a usunięcie niechcianego programu może być mocno utrudnione.